# 道の駅うみてらす名立
道の駅うみてらす名立（みちのえき うみてらすなだち）は、新潟県上越市名立区にある国道8号の道の駅である。

## 施設
- 駐車場
  - 普通車：230台[3]
  - 大型車：13台[3]
  - 身障者用：6台[3]
- トイレ
  - 男：大6器、小6器
  - 女：13器
  - 身障者用：1器
- 地場物産館（10:00 - 18:00）[3]
- 食彩鮮魚市場（9:00 - 18:00）
- 名立の湯 ゆらら（日帰り入浴施設、10:00 - 21:00）[2][3]
  - 屋内プール併設（7月・8月の全日、9月の土日祝日のみ営業）。
- 交流促進施設（ホテル光鱗）[2]
- 風力発電施設 - 日本初のコンクリート製タワー（高さ50メートル）上に、長さ20.4メートルの羽根を持つ風車を設置。最大出力は600キロワットで、発生電力量の約7割を道の駅施設に供給したが、2020年度（令和2年度）をもって運用を終了した[4]。

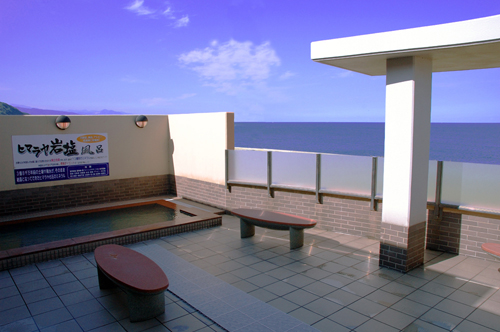
露天風呂
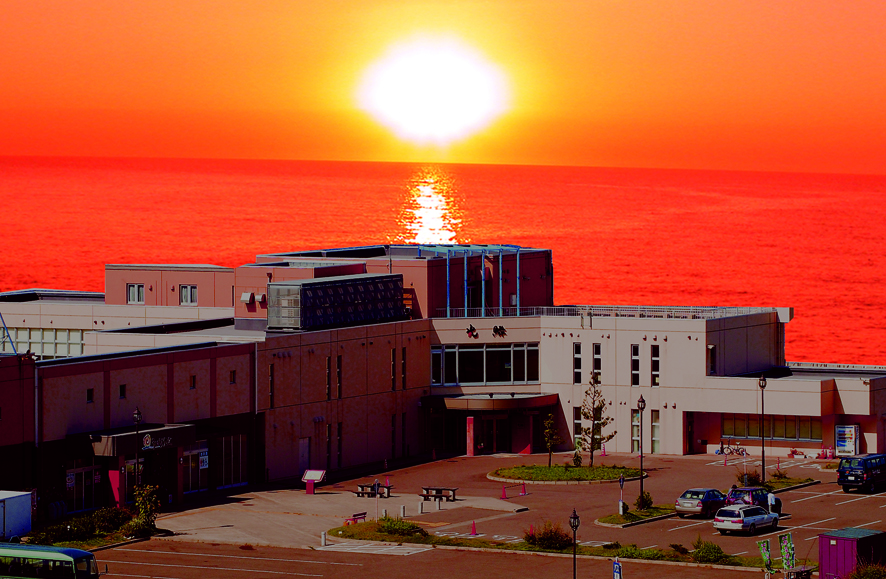
ホテル光鱗
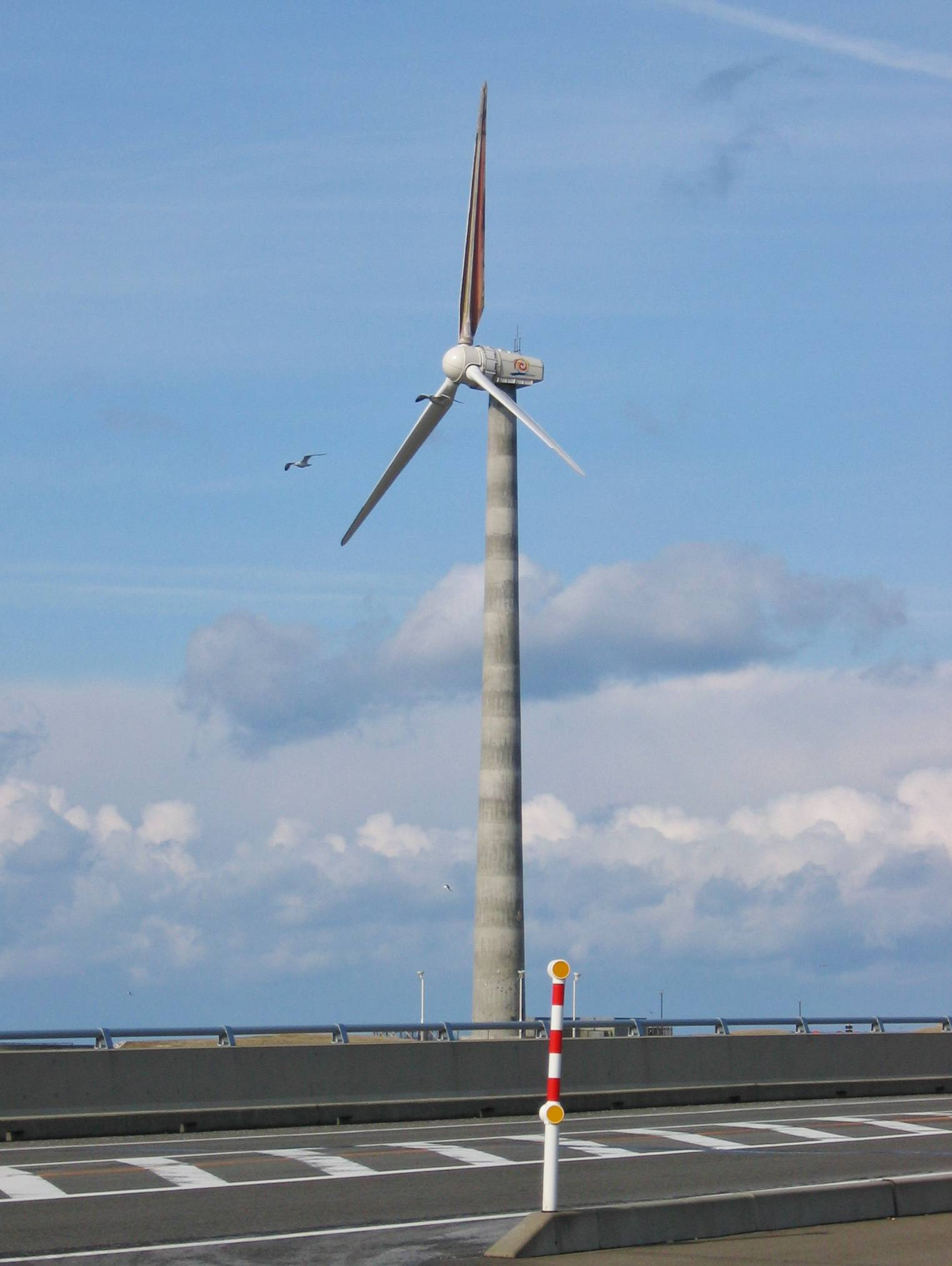
風力発電施設

### 管理団体
- 設置者：上越市[1][2]
- 指定管理者：株式会社BJ（2022年度 - ）[2][5]
  - 2021年度（令和3年度）までは、上越市の第三セクター持株会社「J-ホールディングス」傘下のゆめ企画名立が指定管理者として運営していたが[2][5]、上越市がJ-ホールディングスの解散を決定したことに伴い、長野県長野市に本社を置くBJに事業を譲渡した[2][5]。

## 休館日
- 毎月第2水曜日（8月を除く）[3]
  - ホテルは休館日を設定していない（無休）[3]。

## アクセス
- 国道8号 - 登録路線
- 北陸自動車道名立谷浜ICより約3分。
- えちごトキめき鉄道日本海ひすいライン 名立駅より徒歩約10分。
- 頸城自動車 31 名立線・32 能生線 「うみてらす名立前」バス停より徒歩すぐ[6]